# Aida Hadžialić
Aida Hadžialić (née à Foča, Bosnie-Herzégovine) est une femme politique suédoise appartenant au Parti social-démocrate suédois des travailleurs (SAP).

## Biographie
Elle fuit avec ses parents la guerre de Bosnie.
À partir du 3 octobre 2014, elle est ministre de l'Enseignement secondaire et de l'Éducation des adultes de la Suède au sein du gouvernement Löfven.
Elle démissionne de son poste le 13 août 2016 à la suite d'un contrôle routier qui révèle une alcoolémie de 0,2 g par litre de sang.